# Элистанжинское сельское поселение
Элистанжинское се́льское поселе́ние — муниципальное образование в Веденском районе Чеченской Республики Российской Федерации.
Административный центр — село Элистанжи.

## История
Статус и границы сельского поселения установлены Законом Чеченской Республики от 20 февраля 2009 года № 14-РЗ «Об образовании муниципального образования Веденский район и муниципальных образований, входящих в его состав, установлении их границ и наделении их соответствующим статусом муниципального района и сельского поселения».

## Население
| 2010  | 2012  | 2013  | 2014  | 2015  | 2016  | 2017  |
| ----- | ----- | ----- | ----- | ----- | ----- | ----- |
| 2570  | ↗2613 | ↗2624 | ↗2680 | ↗2720 | ↗2731 | ↗2736 |
| 2018  | 2019  | 2020  | 2021  | 2023  | 2024  |       |
| ↗2769 | ↗2783 | ↗2797 | ↘2338 | ↗2380 | ↗2399 |       |

## Состав сельского поселения
| № | Населённый пункт | Тип населённого пункта       | Население |
| - | ---------------- | ---------------------------- | --------- |
| 1 | Элистанжи        | село, административный центр | ↗2399     |